# Ибаррече, Хуан Хосе
Хуа́н Хосе́ Ибарре́че Маркуарту (баск. Juan José Ibarretxe Markuartu,15 марта 1957, Льодио) — баскский политик, по образованию и профессии экономист, неформальный лидер Баскской националистической партии (EAJ-PNV). Последовательно добивается независимости Страны Басков. Президент («леендакари», баск. lehendakari) автономной Страны Басков в составе Испании с 2 января 1999 по 7 мая 2009.
Во время первого срока на должности президента автономной Страны Басков сменил написание своих фамилий с Ibarreche Marcuartu на Ibarretxe Markuartu.
В сентябре 2003 года Ибаррече выступил с планом превращения Страны Басков в «свободно присоединившееся» к Испании государство, которое самостоятельно должно решать вопросы экономического и социального развития. Согласно плану, такое государство должно обладать собственной судебной системой и иметь представительства за рубежом.